# Tarwater
 (février 2015).
Si vous disposez d'ouvrages ou d'articles de référence ou si vous connaissez des sites web de qualité traitant du thème abordé ici, merci de compléter l'article en donnant les références utiles à sa vérifiabilité et en les liant à la section « Notes et références ».
Tarwater est un duo de musique électronique allemand. Formé à Berlin en 1995, il est composé de Bernd Jestram et Ronald Lippok. Sa musique, à la fois électronique et très organique, incluant la voix et la basse, fera du duo l'une des figures emblématique du son berlinois des années 1990 et 2000. 

## Histoire
Tous deux originaires de la République Démocratique Allemande et marqués par le punk, Ronald Lippok et Bernd Jestram se rencontrent à Berlin-Est dans les années 1980, où ils fondent Ornament & Verbrechen, collectif artistique pluridisciplinaire d'obédience post-punk tirant son nom d'un fameux essai de l'architecte viennois Adolf Loos (Ornement et Crime, 1908). 
Après la réunification allemande, les deux musiciens fondent Tarwater. Leur premier album, 11/6 12/10, parait en 1996 chez Kitty-Yo (label qui révélera des artistes tels que Chilly Gonzales ou Peaches). La même année, avec l'acteur et réalisateur allemand Hanns Zischler, Lippok et Jestram mettent en musique des textes du poète anglais John Donne : un disque qui illustre les nombreuses affinités de Tarwater avec la scène théâtrale et littéraire (le duo est très proche du poète Bert Papenfuß, figure de proue de la nouvelle littérature est-allemande). En 1997 paraît Rabbit Moon. Parallèlement, Ronald Lippok joue au sein du groupe To Rococo Rot.
C'est l'album Silur en 1998 qui vaut à Tarwater une reconnaissance européenne, notamment en France, où il recueille un excellent accueil critique.[réf. nécessaire]. Ils deviennent un des piliers du label Kitty-Yo, et sont distribués par Mute Records, le label de Depeche Mode.
L'album suivant, Animals, Suns and Atoms leur ouvre les portes du marché américain. Le chant de Ronald Lippok se fait de plus en plus affirmé, et Tarwater amorce un nouveau travail autour des mélodies. Une tournée aux États-Unis s'ensuit. Le groupe Goldfrapp propose alors à Tarwater de faire leur première partie, puis de remixer un de leurs titres.
Le groupe français Autour de Lucie leur commande également un remix en 2000.
Dwellers on the Threshold parait en 2002, et installe Tarwater comme un des groupes phares de la musique électronique. Le Japon plébiscite le groupe, qui se produit là-bas.[réf. nécessaire]
L'album The Needle was travelling parait en 2005, suivi d'un mini-album live enregistré au Japon.
En 2007 le groupe enregistre l'album Spider Smile, inspiré par leurs tournées aux États-Unis. Le groupe change de label, et signe chez Morr Music.
Le festival Paris Quartiers d'Été les invite en juillet 2007 à donner une série de concerts en plein air, dans quatre endroits différents de la capitale.
En février 2008, la Volksbühne Berlin, l'un des principaux théâtres berlinois, présente l'opéra Tosca de Puccini, dans une mise en scène de Sebastian Baumgarten, pour laquelle Tarwater compose une partition originale. Le duo y est accompagné de 60 musiciens sur scène.
Tarwater enchaîne avec la musique originale du premier long métrage du cinéaste français Pascal-Alex Vincent.

## Discographie

### Albums
- 11/6 12/10 (1996)
- John Donne "Todes Duell" (Hanns Zischler - Tarwater) (1996)
- Rabbit Moon - Remixed (1997)
- Rabbit Moon - Revisited (1998)
- Silur (1998)
- Animals, Suns And Atoms (2000)
- Dwellers On The Threshold (2002)
- Radio Sessions - John Peel Session 1998 (2005)
- The Needle Was Travelling (2005)
- Spider Smile (2007)
- Donne-Moi La Main Original Soundtrack (2009)
- Inside The Ships (2011)
- Adrift (2014)

### EPs
- Japan Tour EP (2006)

### Compilations
- Not The Wheel (2001)